# 東亜石油水江発電所
東亜石油水江発電所（とうあせきゆみずえはつでんしょ）は、東亜石油株式会社が運営する火力発電所である。

## 概要
東京電力への卸電力と、東亜石油京浜製油所への電力・プロセス蒸気を同時に供給するため、汽力発電設備のほか、ガスタービン・廃熱回収ボイラを用いたコージェネレーション設備を有する。
電力とプロセス蒸気の同時供給という点を考慮した結果、汽力発電用ボイラの主蒸気系統から廃熱回収ボイラの主蒸気系統へのバックアップや、蒸気タービン故障時もボイラ単独運転で蒸気供給を継続できるようにするなど、26種類もの特殊運転が可能となっている。
東亜石油株式会社の連結子会社である株式会社ジェネックスが運営してきたが、2018年6月1日に東亜石油株式会社が株式会社ジェネックスを吸収合併し、東亜石油株式会社の運営となった。

## 発電設備
- 所在地：神奈川県川崎市川崎区水江町3番1号[2]
- 総出力：27万4,190 kW
- 東京電力との最大契約電力：23万8,000 kW

1号蒸気タービン
発電方式：汽力発電方式
定格出力：19万4,890 kW
プロセス蒸気：16.7 MPa
使用燃料：副生ガス・重油・減圧残渣油
営業運転開始：2003年6月1日
2号ガスタービン
発電方式：ガスタービン・コンバインドサイクル発電方式 (GTCC) ・コージェネレーション設備併設
定格出力：7万9,300 kW
プロセス蒸気：6.6 MPa
使用燃料：副生ガス・灯油
営業運転開始：2003年6月1日